# Hemtjärnen (Lockne socken, Jämtland)
Hemtjärnen är en sjö (tjärn) i Östersunds kommun i Jämtlands län (Jämtland) och ingår i Ljungans huvudavrinningsområde. Tjärnen ligger söder om byn Berge i Lockne distrikt (Lockne socken).